# Водоохранная зона

Информационный знак, установленный в Краснодарском крае

Водоохра́нная зо́на — в законодательстве Российской Федерации это территория, которая примыкает к береговой линии моря, реки, ручья, канала, озера, водохранилища и на которой устанавливается специальный режим осуществления хозяйственной и иной деятельности в целях предотвращения загрязнения, засорения, заиления водного объекта и истощения его вод, а также сохранения среды обитания водных биологических ресурсов и других объектов животного и растительного мира.
В границах водоохранных зон устанавливаются прибрежные защитные полосы, на территориях которых вводятся дополнительные ограничения хозяйственной и иной деятельности.

## О понятии «водоохранная зона»
В законодательстве СССР понятие «водоохранная зона» появилось с выходом постановления ЦИК и СНК СССР от 2 июля 1936 года. Указанным постановлением в бассейнах рек Волги, Дона, Днепра, Урала и верхнего течения Западной Двины со всеми их притоками, а также в лесных массивах Винницкой и Одесской областей Украинской ССР устанавливался специальный режим лесного хозяйства. Устанавливался перечень рек, в 20-, 6- и 4-километровой полосе от которых запрещалась, под страхом уголовной ответственности, рубка леса.
Понятие «водоохранная зона» сохранилось, с некоторыми индивидуальными особенностями, в законодательстве практически всех стран бывшего Советского Союза. В странах дальнего зарубежья законодательство, как правило, не прописывает обязательных требований по установлению водоохранных зон.

## Ограничение деятельности в границах водоохранных зон
В границах водоохранных зон, на территории Российской Федерации, запрещаются:
1) использование сточных вод в целях регулирования плодородия почв;
2) размещение кладбищ, скотомогильников, объектов размещения отходов производства и потребления, химических, взрывчатых, токсичных, отравляющих и ядовитых веществ, пунктов захоронения радиоактивных отходов;
3) осуществление авиационных мер по борьбе с вредными организмами;
4) движение и стоянка транспортных средств (кроме специальных транспортных средств), за исключением их движения по дорогам и стоянки на дорогах и в специально оборудованных местах, имеющих твёрдое покрытие;
5) строительство и реконструкция автозаправочных станций, складов горюче-смазочных материалов (за исключением случаев, если автозаправочные станции, склады горюче-смазочных материалов размещены на территориях портов, инфраструктуры внутренних водных путей, в том числе баз (сооружений) для стоянки маломерных судов, объектов органов федеральной службы безопасности), станций технического обслуживания, используемых для технического осмотра и ремонта транспортных средств, осуществление мойки транспортных средств;
6) хранение пестицидов и агрохимикатов (за исключением хранения агрохимикатов в специализированных хранилищах на территориях морских портов за пределами границ прибрежных защитных полос), применение пестицидов и агрохимикатов;
7) сброс сточных, в том числе дренажных, вод;
8) разведка и добыча общераспространённых полезных ископаемых.
В границах водоохранных зон допускаются проектирование и строительство хозяйственных объектов при условии их оборудования сооружениями, обеспечивающими охрану водных объектов. Под этими сооружениями понимаются централизованные системы канализации, ливневые системы водоотведения и т. п.

## Границы водоохранных зон
Водоохранная зона рек, ручьев, каналов, озер, водохранилищ устанавливается от границы водного объекта, а водоохранная зона моря — от линии максимального прилива.
Ширина водоохранной зоны рек или ручьев зависит от их протяжённости и составляет:
1. пятьдесят метров — при протяжённости менее десяти километров;
2. сто метров — при протяжённости от десяти до пятидесяти километров;
3. двести метров — при протяжённости от пятидесяти километров и более.

Для реки, ручья протяженностью менее десяти километров от истока до устья водоохранная зона таким образом совпадает с прибрежной защитной полосой.
Радиус водоохранной (и защитной) зоны для истоков реки или ручья устанавливается в размере пятидесяти метров.
Ширина водоохранной зоны озёр и водохранилищ с акваторией 0,5 квадратного километра и более устанавливается в размере пятидесяти метров.
Ширина водоохранной зоны водохранилища, расположенного на водотоке, устанавливается равной ширине водоохранной зоны этого водотока.
Ширина водоохранной зоны моря составляет пятьсот метров.
Водоохранные зоны магистральных или межхозяйственных каналов совпадают по ширине с полосами отводов таких каналов.

## Установление границ водоохранных зон
Сведения о границах водоохранных зон и границах прибрежных защитных полос водных объектов вносятся Единый государственный реестр недвижимости. Кроме того, сведения об охранных зонах водных объектов вносятся в государственный водный реестр.
Установление границ водоохранных зон водных объектов непосредственно на местности осуществляется посредством размещения специальных информационных знаков, которые устанавливают на всем протяжении границ водоохранных зон и прибрежных защитных полос водных объектов в характерных точках рельефа, а также в местах пересечения водных объектов дорогами, в зонах отдыха и других местах массового пребывания граждан.
Специальные информационные знаки «Водоохранная зона» представляют собой прямоугольники с соотношением сторон 2:1 со скруглёнными углами, размером 500×1000 мм. Фон знаков имеет синий цвет, информационная надпись выравнивается по центру и наносится на знак печатными буквами белого цвета. Текст должен быть виден в светлое время суток с расстояния 50 метров. В марте 2020 года установлены новые требования к знаку, согласно которым стойку-основание и информационный щит надлежит изготавливать из пластика.
За уничтожение или повреждение информационных знаков в российском законодательстве предусмотрена административная ответственность.